# Крымскотатарские батальоны вспомогательной полиции
Крымскотатарские батальоны вспомогательной полиции — формирования шуцманшафта, созданные нацистами на территории оккупированного Крыма из крымскотатарских добровольцев.
Эти части вместе с подразделениями вермахта и немецкой полиции принимали участие в антипартизанских акциях в Крыму, а также — несли охранение объектов военного и гражданского назначения. С их помощью оккупационные войска создали своеобразную «мёртвую зону» вокруг мест дислокации советских партизанских отрядов, уничтожив местных жителей и инфраструктуру тех населённых пунктов, которые были расположены вблизи крупных лесных массивов. Отдельные взводы из состава крымскотатарских формирований принимали участие в охране концентрационных лагерей и массовых расстрелах гражданского населения.
Существование этих частей в составе немецких сил продолжилось с 1942 года до 1944 года.

## Создание
Создание крымскотатарских батальонов вспомогательной полиции порядка (нем. Schuma) началось немецкими оккупационными властями зимой-весной 1942 года. Они предназначались для антипартизанской борьбы и комплектовались местными добровольцами из числа крымскотатарских коллаборационистов. В отличие от уже существовавших крымскотатарских рот самообороны, зоны оперативного задействования батальонов не ограничивались территориями их формирования. Всего в Крыму было создано пять фронтовых батальонов, два запасных и один охранный. Фронтовые и запасные батальоны предназначались для оперативных действий и комплектовались лучшими кадрами. Наименее боеспособные люди отправлялись в единственный охранный батальон, который не использовался в боях с партизанами.
Зимой и весной 1942 года немецкая администрация снабдила военнослужащих полиции единой униформой, которая перешивалась из форменных костюмов так называемых общих формирований СС (нем. Allgemeine-SS). В некоторых местах это удалось сделать быстро, однако в Крыму большинство полицейских носило гражданскую одежду со специальными знаками различия до ноября 1942 года. В этих обстоятельствах знаки различия были единственным средством отличить полицейского при исполнении служебных обязанностей от обычного местного жителя. С лета 1942 по начало 1943 года этими знаками различия были нарукавные нашивки, демонстрировавшие занимаемую должность и воинское звание своего обладателя. Созданная нацистами командная иерархия не предусматривала офицерских званий для крымскотатарских добровольцев, однако для полиции немцами было введено пять унтер-офицерских рангов: унтер-капрал, вице-капрал, капрал, вице-фельдфебель и компани-фельдфебель. Высшее звание компани-фельдфебеля примерно соответствовало званию старшины Красной армии.

## Структура, организация, вооружение
Основой вооружения крымскотатарских батальонов осталась советская трёхлинейная винтовка системы Мосина. По информации командующего войсками вермахта в Крыму на 6 ноября 1942 года таких винтовок в распоряжении частей Schuma по всем районам состояло на учёте 2195 единицы. Однако, несколько более привилегированное положение было у симферопольских полицейских подразделений, которые имели своё вооружение и обмундирование.
В июле 1942 года командующий войсками вермахта в Крыму был объявлен набор в батальоны Schuma. Солдаты рекрутировались разными способами: из числа добровольных помощников «хиви» 11-й армии в состав батальонов было переведено 2184 человека, из числа местного населения было завербовано 821 человек, в лагере военнопленных в Джанкое — 64 человека, в лагере военнопленных в Симферополе — 300 человек. К октябрю 1942 года этот контингент полной численностью 3369 человек был поставлен на довольствие в 8 сформированных крымскотатарских батальонах Schuma по следующему списку:
| Название батальона       | Место дислокации | Численность  |
| ------------------------ | ---------------- | ------------ |
| 147-й охранный батальон  | Симферополь      | 539 человек  |
| 148-й фронтовой батальон | Карасубазар      | 553 человека |
| 149-й фронтовой батальон | Бахчисарай       | 315 человек  |
| 150-й запасной батальон  | Ялта             | 402 человек  |
| 151-й фронтовой батальон | Алушта           | 258 человек  |
| 152-й фронтовой батальон | Джанкой          | 320 человек  |
| 153-й фронтовой батальон | Феодосия         | 303 человека |
| 154-й запасной батальон  | Симферополь      | 679 человек  |

Сквозная нумерация этих частей объясняется формальной принадлежностью этих боевых единиц рейхскомиссариату «Украина» и зависела от формирования аналогичных батальонов в этом рейхскомиссариате.
В октябре 1942 года вербовка добровольцев продолжалась и к ноябрю было укомплектовано ещё два аналогичных батальона — 155-й и 156-й. Ни один из них не прошёл полноценной подготовки и в январе 1943 года их расформировали, а личный состав распределили по остальным подразделениям.
Сформированные батальоны находились в оперативном и организационном подчинении у начальника полиции порядка генерального округа «Таврия» бригаденфюрера СС К. Хитшлера. Непосредственное управление ими осуществлялось через местные отделы полиции.
Командование батальонами осуществляли, как правило, местные добровольцы из числа бывших офицеров Красной армии, однако в их штате было предусмотрено 9 должностей для немецких кадров: 1 офицер связи для взаимодействия с немецкой полицией и 8 унтер-офицеров инструкторов для обучения рядовых бойцов. Длительность несения службы в батальонах ограничивалась специальным контрактом и составляла шесть месяцев. Однако, этот контракт предусматривал возможность автоматического продления. Для командного состава батальонов были введены офицерские звания: цугфюрер, обер-цугфюрер, компани-фюрер и батальон-фюрер, что соответствовало полицейским званиям лейтенанта, обер-лейтенанта, гауптмана и майора. Однако, эти звания не были персональными и означали только должность своего обладателя: помощника командира взвода, командира взвода, командира роты и командира батальона.
Обычно каждый крымскотатарский батальон состоял из штаба и четырёх рот численностью по 124 человека. В дополнение к ним в составе некоторых батальонов присутствовали специальные или технические подразделения. Каждая рота в батальонах подразделялась на три пехотных взвода и один пулемётный. В 147-м охранном батальоне имелся крымскотатарских национальный оркестр.
В качестве обмундирования военнослужащие крымскотатарских батальонов Schuma снабжались либо униформой вермахта, либо формой немецкой полиции. В начале 1943 года для них были введены специальные знаки различия, в состав которых входили чёрные погоны со свастикой, чёрные петлицы со званием владельца, свастика в лавровом венке как эмблема для ношения на головном уборе и свастика в лавровом венке с надписью «Верный — Храбрый — Послушный» (нем. Treu — Tapfer — Gehorsam) для ношения на левом рукаве кителя.
На вооружении батальонов Schuma состояло как трофейное советское оружие, так и штатное немецкое. По данным на 6 ноября 1942 года у личного состава крымскотатарских батальонов имелось 3192 советские винтовки, 52 револьвера, 136 лёгких пулемётов, 271 полуавтоматическая винтовка, 28 тяжёлых пулемётов, 71 пистолет-пулемёт, 7 тяжёлых миномётов, 1 артиллерийское орудие, 322 ручные гранаты.
Помимо батальонов в состав вспомогательной полиции порядка входили также части пожарной охраны и вспомогательной охранной полиции, однако ни одна из них не была сформирована нигде на территории Крыма.

## Ответственность за преступления
В 1970-1971 годах органами госбезопасности Украины были разысканы и привлечены к уголовной ответственности по ч. 1 ст. 56 УК УССР Государственная измена бывшие служащие 152-го шуцманшафтбатальона -  Теймук Ходжаметов, Абкадар Абжелилов, Шевкет Салаватов, Якуб Куртвелиев, Семён Парасотченко и Николай Кулик.
Ход процесса широко освещался в прессе, через печать разыскивались потерпевшие и свидетели. Процесс описан, например, в книге Героя Советского Союза М. В. Авдеева "У самого Черного моря". Дело рассматривала Выездная сессия Военного трибунала Краснознаменного Киевского военного округа. Председатель суда полковник юстиции А. Е. Бушуев, государственный обвинитель полковника юстиции П. И. Модленко. Особое место в процессе занял эпизод массовых казней у ям в Дубках и у двух колодцев в самом лагере смерти Красный в ночь с 10 на 11 апреля 1944 года. Показания давал бывший сослуживец подсудимых Курмамбет Сейтумеров. Он называл каждого убийцу поименно, со всеми был лично знаком.
Ходжаметов, Абжелилов, Салаватов, Куртвелиев и Парасотченко  были приговорены к расстрелу, а Кулик - 15 годам исправительно-трудовых лагерей.